# 謝泰 (岳池知縣)
謝泰（？年—？年），順天府大興縣人，由己卯科舉人遵豫工事例加捐知縣，乾隆三十三年七月任四川順慶府岳池縣知縣。是一位政治人物，明清時曾在四川順慶府岳池縣（位於今四川東北部，武周萬歲通天二年分南充、相如二縣置，是一個千年古縣）擔任官吏。